# Wadeite
La wadeite è un minerale.